# Jože Plečnik
Jože Plečnik ( pronunciation (ajutor·info); n. 23 ianuarie 1872, Ljubljana, Austro-Ungaria – d. 7 ianuarie 1957, Ljubljana, Iugoslavia) a fost un arhitect sloven care a avut un impact major asupra arhitecturii moderne a Sloveniei, Pragăi și Ljubljanei, capitala Sloveniei, mai ales prin proiectarea Podului Triplu și a Bibliotecii Naționale și Universitare a Sloveniei, precum și a digurile de-a lungul râului Ljubljanica, a clădirilor Pieței Centrale din Ljubljana, a cimitirului din Ljubljana, a unor parcuri, a unor piețe etc. Amprenta sa arhitecturală asupra Ljubljanei a fost comparată cu impactul pe care l-a avut Antoni Gaudí asupra Barcelonei.
Stilul său este asociat cu stilul de arhitectură Secession din Viena (ținând de stilul Art Nouveau ). Pe lângă Ljubljana, a lucrat la Viena, la Belgrad și la Castelului Pragăi. El a influențat cubismul ceh avangardist. De asemenea, este membru fondator al Școlii de Arhitectură din Ljubljana, alăturându-se invitației lui Ivan Vurnik, un alt arhitect notabil al Ljubljanei.

## Biografie
Plečnik s-a născut în Ljubljana, Carniola, Austro-Ungaria, Slovenia de astăzi, fiul lui Helena (Molka) și Andrej Plečnik. A studiat cu cunoscutul arhitect vienez Otto Wagner și a lucrat în biroul de arhitectură al lui Wagner până în 1900.

## Opera
Din 1900 până în 1910, în timp ce practica în biroul lui Wagner din Viena, a proiectat Casa Langer (1900) și Zacherlhaus (1903-1905).
Biserica Sfântului Duh (Heilig-Geist-Kirche) din 1910-1913 este remarcabilă pentru utilizarea sa inovatoare a betonului turnat pe loc atât la structură, cât și la suprafața exterioară, precum și pentru limbajul clasic abstractizat. Cea mai radicală este cripta bisericii, cu coloanele sale subțiri de beton și capitelurile și bazele unghiulare cubiste.
În 1911, Plečnik s-a mutat la Praga, unde a predat la Colegiul de Arte și Meserii. Primul președinte al noii Republicii Cehoslovace din 1918, Tomáš Masaryk, l-a numit arhitect șef pe Plečnik la renovarea Cetății Pragăi în 1920. Din 1920 până în 1934, Plečnik a finalizat o gamă largă de proiecte la Cetatea Pragăi, inclusiv renovarea grădinilor și a curților, proiectarea și montarea monumentelor și a sculpturilor și proiectarea numeroaselor spații interioare noi, inclusiv sala Plečnik, finalizată în 1930, trei nivele de colonade dorice. Lucrarea finală la Praga a fost modernista Biserica Presfânta Inimă a Lui Isus din Praga (romano-catolică, 1929-1932).
La înființarea Școlii de Arhitectură din Ljubljana, din 1921, în orașul său natal Ljubljana, a fost invitat de către colegul său arhitect sloven Ivan Vurnik să devină membru fondator al facultății și să predea arhitectura la Universitatea din Ljubljana. Plečnik va rămâne în Ljubljana până la moartea sa, acolo unde influența sa ca arhitect este cea mai vizibilă.

### Oferind orașului Ljubljana identitatea sa modernă
Plečnik a dat capitalei Sloveniei, orașul Ljubljana, identitatea sa modernă, proiectând clădiri iconice, precum clădirea Bibliotecii Naționale și Universitare a Sloveniei. El a proiectat, de asemenea, alte clădiri notabile, inclusiv birourile companiei de asigurări Vzajemna și a contribuit la multe îmbunătățiri civice. A renovat podurile orașului și malurile râului Ljubljanica și a proiectat clădirile Pieței Centrale din Ljubljana, cimitirul din Ljubljana, parcurile, piețele etc. Clădirile proiectate de Plečnik au fost construite de constructorul Matko Curk.
În timpul perioadei comuniste a istoriei slovene, Plečnik nu a mai fost în favorurile noului regim fiindcă era catolic și rolul său didactic la universitate a fost redus gradual pentru că avea peste 70 de ani. În 1947, la invitația președintelui Adunării Populare a Sloveniei de a proiecta o nouă clădire a Parlamentului, Plečnik a propus Catedralei Libertății (cunoscută și sub denumirea de Parlamentul Plečnik) unde a vrut să demoleze Cetatea Ljubljanei și, în loc, să construiască o monumentală clădire octogonală. În 1952, conducătorii orașului Ljubljana i-au cerut lui Plečnik să remodeleze mănăstirea Križanke într-o clădire pentru Festivalul Ljubljana, ultimul său mare proiect din Ljubljana. Alte proiecte pe care le-a finalizat în acea epocă au inclus renovarea Teatrului Prešeren, plus arcadele Plečnik, scara și fântâna, toate în Kranj, reconstrucția bisericilor, proiectarea Pavilionului de pe insulele Brijuni (reședința de vară a lui Tito) și numeroasele Monumente în memoria Războiului de Eliberare Națională (în Ljubljana-Trnovo, Vipava, Radeče, Črna na Koroškem, Dolenja vas, Sevnica, Laško, Split, Kraljevo etc.). Pentru munca sa, el a primit de două ori premiul Prešeren, în 1949 și 1952. Plečnik a murit în 1957 și a primit o înmormântare oficială de stat la Žale, la care au participat mulți lideri politici, culturali și bisericești.

## Moștenire
În anii 1980, cu interesul postmodernist pentru munca lui Plečnik, interesul general pentru el a fost reînviat, după ce fusese uitat între anii 1960 și 1970. De atunci, moștenirea Plečnik a fost comemorată în diferite moduri, mai ales în anii 1990 pe bancnota slovenă de 500 de tolari, cu Biblioteca Națională și Universitară a Sloveniei reprezentată pe revers.
Nerealizata Catedrală a Libertății, proiectată de Plečnik, este prezentată pe moneda slovenă de 10 cenți.Slovenska akropola este titlul unui album din 1987 al grupului slovac de muzică industrială Laibach. În luna august 2008, la expoziția proiectului „Plecnik” referitor la viața arhitectului, care a avut loc la sediul Consiliului Uniunii Europene din Bruxelles, Belgia, cu ocazia Președinției slovene a UE, a fost prezentată o maquetă a Parlamentului..Curatorul expoziției, Boris Podrecca, a descris Parlamentul drept "cel mai carismatic obiect" al opusului lui Plečnik.
În plus, la 23 ianuarie 2012, pentru a sărbători cea de-a 140-a aniversare a nașterii lui Plečnik, o fotografie a podului triplu a fost prezentată ca adaptare oficială a logo-ului Google (Doodle) în Slovenia.
Casa lui Plečnik din Ljubljana găzduiește un muzeu al vieții și a muncii sale.
Există mai multe busturi și sculpturi reprezentându-l, situate în jurul capitalei naționale (Ljubljana) ca atracții turistice sau ca amintiri ale operelor și moștenirii sale.

## Legături externe
- Muzeul virtual al lui Jože Plečnik
- Jože Plečnik pe Architectuul